# Música + Alma + Sexo World Tour
Música + Alma + Sexo World Tour (také M.A.S. Tour) je osmé koncertní turné portorického zpěváka-skladatele Rickyho Martina. Proběhlo na podporu jeho sedmého studiového alba Música + Alma + Sexo. Turné začalo 25. března 2011 sérií koncertů v Portoriku a Severní Americe. Probíhalo Evropě i Latinské Americe, skončilo 19. listopadu 2011 v Santo Domingu.

## Seznam písní
dějství 1.: Rock goes Pop
- Será Será
- Dime Que Me Quieres
- It's Alright
- Que Día Es Hoy"
- Vuelve"

dějství 2.: Cabaret
- Livin' la Vida Loca
- She Bangs
- Shake Your Bon Bon
- Loaded
- Basta Ya

dějství 3.: Mediterráneo
- María
- Tu Recuerdo
- El Amor de Mi Vida / Fuego Contra Fuego/ Te Extraño, Te Olvido, Te Amo
- Frío
- I Am (obsahuje skladbu I Don't Care)

dějství 4.: Afrobeat
- Más
- Lola, Lola
- La Bomba
- Pégate (obsahuje skladbu Por Arriba, Por Abajo)
- The Cup of Life

Encore
- "The Best Thing About Me Is You"